# Turnera callosa
Turnera callosa är en passionsblomsväxtart som beskrevs av Ignatz Urban. Turnera callosa ingår i släktet Turnera och familjen passionsblomsväxter. Inga underarter finns listade i Catalogue of Life.